# Sisavang Vatthana
Savang Vatthana (tiếng Lào: ສີສະຫວ່າງວັດທະນາ, (13 tháng 11 năm 1907 − 13 tháng 5 năm 1978; hoặc năm 1984) là vị quốc vương cuối cùng của Vương quốc Lào. Ông bắt đầu cai trị vương quốc sau khi cha mình qua đời vào năm 1959, và bị bắt buộc thoái vị vào năm 1975. Savang Vatthana đã không thể quản lý một đất nước có nền chính trị rối loạn. Sự cai trị của ông kết thúc với việc Pathet Lào tiếp quản chính quyền vào năm 1975, sau đó, ông và gia đình bị chính quyền Cộng hòa Dân chủ Nhân dân Lào đưa đến trại học tập cải tạo.

## Ban đầu
Vương tử Savang Vatthana sinh vào ngày 13 tháng 11 năm 1907 tại Cung điện Vương gia Luang Prabang, ông là con trai của quốc vương Sisavang Vong và Vương hậu Kham-Oun I. Ông là người con thứ hai trong số 5 người con của Vương hậu, bốn người còn lại là Công chúa Sammathi, Vương tử Sayasack, Vương tử Souphantharangsri và Trưởng Công chúa Khampheng. Ông cũng là họ hàng xa của vương thân Souvanna Phouma và vương thân Souphanouvong. Năm 10 tuổi, Vương tử Savang được đưa sang Pháp học tập. Ông theo học trung học tại Montpellier, lấy bằng từ École Libre des Sciences Politiques tại Paris (nay gọi là Sciences Po), nơi đào tạo các nhà ngoại giao Pháp. Sau khi tốt nghiệp trung học, ông tiếp tục theo học tại Pháp. Sau một thập niên, Savang Vatthana hồi quốc song ông không còn có thể nói được tiếng Lào, và đã được một công chức trong cung điện chỉ dẫn trong nhiều năm.
Ngày 7 tháng 8 năm 1930, ông kết hôn với Vương hậu Khamphoui và họ có với nhau 7 người con, Thái tử Vong Savang, Vương tử Sisavang Savang, Vương tử Savang, Vương tử Sauryavong Savang, Công chúa Savivanh Savang, Công chúa Milena Savang, và Công chúa Thala Savang. Giống như các gia đình vương gia Á châu khác vào thời đó, gia đình ông thường chơi quần vợt cùng nhau, và thích tham dự các giải đấu lớn trong những lần đi tham quan nước ngoài. Ông cũng là một Phật tử thành kính và đã sử dụng vị thế của mình để bảo trợ cho tính nghiêm trang của quốc giáo.
Trong Thế chiến II, ông đại diện cho cha tiếp xúc với các lực lượng Nhật Bản. Cha của ông cử ông đến trụ sở quân Nhật tại Sài Gòn, và tại đây ông đã phản đối mạnh mẽ các hành động của Nhật Bản khi họ xâm lược Lào và ép họ tuyến bố độc lập khỏi Pháp.

## Quốc vương Lào
Năm 1951, ông trở thành Thủ tướng, và khi cha lâm bệnh vào ngày 20 tháng 8 năm 1959, ông đã trở thành người nhiếp chính. Vào ngày 29 tháng 10 năm 1959, ông chính thức lên ngôi sau cái chết của cha mình. Tuy nhiên, ông chưa từng chính thức được phong hiệu, lễ đăng quang của ông đã bị trì hoãn cho đến khi chấm dứt nội chiến. Trong thời gian trị vì, Savang Vatthana đã viếng thăm nhiều nước bang giao. Vào tháng 3 năm 1963, ông kinh lý thăm viếng 13 nước, bao gồm cả Hoa Kỳ, nơi ông dừng chân tại thủ đô Washington, D.C. để hội đàm với Tổng thống Kennedy. Đó điểm dừng chân thứ 2 trong chuyến công du 13 nước, ông đã ký kết Hiệp ước Genève và cam đoan "tính chất trung lập" của Vương quốc Lào. Điểm dừng chân đầu tiên là Moskva, và người Nga đã gửi tặng ông nhiều món quà, bao gồm cả xe hòm Chaika. Ông đi cùng với Thủ tướng của mình là Souvanna Phouma.
Ông tham gia vào chính trường Lào, cố gắng để ổn định đất nước của mình sau cuộc khủng hoảng chính trị bắt đầu từ Hiệp định Genève năm 1954, vốn công nhận hoàn toàn quyền độc lập của Lào song không giải quyết được vấn đề thế lực cai trị. Vương thân Souvanna Phouma, một người trung lập, hoạt động từ Vientiane, đã tuyên bố trở thành Thủ tướng và được Liên Xô công nhận; Vương thân Boun Oum của Champasak ở phía nam là một người cánh hữu, thân Hoa Kỳ, đã thống trị khu vực Pakse, được Hoa Kỳ công nhận là Thủ tướng; và ở cực bắc, Vương thân Souphanouvong dẫn đầu một phong trào kháng chiến cánh tả gọi là Pathet Lào, dưới sự hỗ trợ của Việt Nam Dân chủ Cộng hòa, cũng tuyên bố là Thủ tướng và được những người cộng sản ủng hộ. Để tránh tranh luận về việc Souvanna hay Boun Oum là Thủ tướng "hợp pháp", hai bên giải quyết thông qua vị vua thân phương Tây là Savang Vatthana.
Năm 1961, phần lớn các thành viên trong Quốc hội đã bầu chọn Boun Oum lên nắm quyền và Vua Savang Vatthana dời khỏi Luang Prabang, đến viếng thăm thủ đô để ban phúc cho chính phủ mới. Tuy nhiên, ông muốn ba vương thân thành lập một chính phủ liên hiệp, điều này đã xảy ra vào năm 1962 song chính phủ liên minh đã sụp đổ sau đó.
Tháng 3 năm 1963, Quốc vương Savang Vatthana sang thăm hữu nghị nước Việt Nam Dân chủ Cộng hòa theo lời mời của Chủ tịch Hồ Chí Minh.
Năm 1964, hàng loạt vụ đảo chính đã dẫn đến việc Pathet Lào đối đầu với phe trung lập và cánh hữu. Từ thời điểm này, Pathet Lào từ chối tham gia bất kỳ đề nghị nào về chính phủ liên minh hay bầu cử quốc gia và Nội chiến Lào bắt đầu.

## Thoái vị và mất
Tháng 5, một cuộc biểu tình của sinh viên nổ ra trước Hoàng cung Louang-Prabang, ngăn cản Đức vua tham dự ngày Hội Hiến pháp. Trong cuộc biểu tình, những cán bộ tuyên truyền Pathet Lào hô khẩu hiệu "phản đế, phản phong".
Ngày 2 tháng 12 năm 1975, quốc vương trước áp lực của Pathet Lào tuyên bố thoái vị. Ngày 12/12/1975, Hội nghị đại biểu nhân dân nhóm họp tại Vientiane, tuyên bố thành lập nước Cộng hòa Dân chủ Nhân dân Lào do Hoàng thân Souphanouvong làm Chủ tịch. Savang Vatthana sau đó được bổ nhiệm làm cố vấn tối cao cho chủ tịch nước. Ông từ chối đi sống lưu vong tại nước ngoài. Đến tháng 3 năm 1977, ông bị bắt cùng với Vương hậu Vong Savang, Vương tử Sisavang, và các huynh đệ là Souphantharangsri và Thongsouk. Ông bị đưa đến trại học tập cải tạo Xamneua (Sầm Nưa) tại Bắc Lào. Nơi này được gọi là "Trại số 1", nơi tập trung nhiều tù nhân chính trị quan trọng. Trong thời gian cựu vương ở trong trại, các thành viên vương tộc được phép di chuyển tự do trong ngày tại khu trại. Ông cũng là tù nhân cao tuổi nhất trong trại, với 70 tuổi trong những tháng đầu ở trại, trong khi độ tuổi trung bình tại đó là 55.
Khoảng năm 1978, có ghi nhận rằng ông cùng với Vương hậu Khamphoui và Thái tử Vong Savang đã chết. Các mô tả chính xác hơn khẳng định ông mất vào giữa tháng 3 năm 1980. Ông cùng vợ con chết vì lao động nặng nhọc và thiếu thức ăn. Khi tin tức về cái chết của Vua Savang Vatthana và Thái tử Vong Savang được đưa ra, người con trai út là Sauryavong Savang trở thành người đứng đầu vương tộc Lào, làm nhiếp chính cho cháu trai là Thái tử Soulivong Savang. Tuy nhiên, theo Kaysone Phomvihane, Vatthana mất năm 1984 tại Sầm Nưa ở tuổi 77.

## Con cái
Con của Savang Vatthana và Khumphoui:
| Tên                       | Sinh                 | Mất                 | Ghi chú                                 |
| ------------------------- | -------------------- | ------------------- | --------------------------------------- |
| Thái tử Vong Savang       | 27 tháng 12 năm 1931 |                     | kết hôn với Mahneelai                   |
| Công chúa Savivanh Savang | năm 1933             | 4 tháng 1 năm 2007  | kết hôn với Mangkhala Manivong          |
| Thala Savang              | 10 tháng 1 năm 1935  | 14 tháng 4 năm 2006 | kết hôn với Sisouphanouvong Sisaleumsak |
| Vương tử Savang           | tháng 12 năm 1935    | năm 1978            |                                         |
| Sauryavong Savang         | 22 tháng 1 năm 1937  |                     |                                         |